# Бибергаль, Екатерина Александровна
Екатерина Александровна Бибергаль (1879, Благовещенск — 1959, Ленинград) — российская революционерка, дочь политкаторжанина-землевольца. Член партии социалистов-революционеров, состояла в боевой организации ПСР. Активная участница революции 1905—1907 годов в России. В 1907 году приговорена к 8 годам каторжного заключения. В советское время в 1930-е годы была неоднократно репрессирована. Осуждалась на длительные сроки тюремного заключения и ссылки. Полностью реабилитирована 7 сентября 1989 года.
В 1903—1906 годах первый революционный руководитель, любовь и муза будущего писателя Александра Грина (Гриневского). Некоторыми исследователями рассматривается как один из прототипов главной героини повести Алые паруса – Ассоли.

## Биография

### Происхождение
Дочь политкаторжанина Александра Николаевича Бибергаля. Еврейский юноша из Керчи учился в Медико-хирургической академии в Санкт-Петербурге. Он увлекся революционными идеями и 6 декабря 1876 года был арестован за участие в демонстрации на Казанской площади, которая была организована членами «Земли и воли». Суд признал Бибергаля виновным «в дерзостном порицании установленного законами образа правления, сопротивлении полиции и сочинении преступных стихов» и осудил на 15 лет каторжных работ. Наказание Александр Бибергаль отбывал на Карийской каторге, работал на золотых приисках. Добровольно отправившаяся вслед за Александром жена родила ему дочь Катю в 1879 году. В 1884 году ему сократили срок, каторжник стал поселенцем и был помещён на жительство в Читу. Иногда в анкетах Екатерина Бибергаль так и указывала место рождения: «Карийская каторга». Окончила гимназию, была слушательницей Высших женских курсов в Петербурге, однако полный курс не окончила.

### Революционная деятельность
В 1899 году примкнула к революционной работе, работала в студенческих организациях пропагандистом и агитатором. За участие в студенческой демонстрации в 1902 году в Петербурге была выслана на 3 года в Севастополь, работала в Севастополе в организации эсэров как пропагандистка под кличками «Вера Николаевна», «Киска». Здесь же она познакомилась с будущим писателем Александром Грином, который страстно увлекся молодой революционеркой.
Самовольно выехала с места поселения в Благовещенск, где была арестована и этапирована обратно в Севастополь, откуда сослана административно в Архангельскую губернию на 3 года. Из ссылки сбежала в Швейцарию, где жила с младшей сестрой и её мужем, художником Терениным, сыном сибирского миллионера. В 1905 году нелегально вернулась в Петербург, работала в боевой организации ПСР. Была арестована в Петербурге в марте 1907 года, заключена в Петропавловскую крепость, осуждена в августе 1907 года по 2 ч. 102 ст. уголовного уложения Военно-Окружным судом в Петербурге на 8 лет каторжных работ по делу заговора на Николая II. Каторгу отбывала в Мальцевской каторжной тюрьме и Акатуе. На поселение водворена в 1914 году в Кударинскую волость, Забайкальской области. Е. А. Бибергаль отбывала заключение с самыми знаменитыми революционерками России начала XX века: Марией Спиридоновой, Александрой Измайлович, Ревеккой Фиалкой, Марией Школьник, Анастасией Биценко, Фанни Каплан. С 1915 года жила в Чите вплоть до 1917 года. После революции Член общества бывших политкаторжан и ссыльнопоселенцев.

### Отношения с Александром Гриневским
По партийной работе в Севастополе Екатерина Бибергаль сближается с 23-х летним Александром Гриневским, который скрывался под документами на имя Александра Григорьева. Она упомянута в воспоминаниях первой жены Александра Степановича, Веры Павловны Калицкой, которые хранятся в РГАЛИ.

Киска — это партийное имя, так сказать, кличка, под которой скрывалась Екатерина Александровна Б. С этой девушкой была тесно связана полоса жизни А. С. с 1903 по 1906 г. Их первая встреча с А. С. Грином тепло описана в рассказе А. С. «Маленький комитет». Героиня рассказа дана там в очень мягких, привлекательных тонах. К тому же времени относится и другой рассказ А. С-ча «На досуге».

Из автобиографии А. Грина:

Киска была центром севастопольской организации. Вернее сказать, организация состояла из неё, Марьи Ивановны и местного домашнего учителя, административно-ссыльного. Учитель был краснобай, ничего революционного не делал, а только пугал остальных членов организации тем, что при встречах на улице громко возглашал: «Надо бросить бомбу!» или: «Когда же мы перевешаем всех этих мерзавцев!» Киска выдала мне двадцать рублей, смотритель больницы пожертвовал свое старое ватное пальто с кучерявым сине-фиолетово-коричневым верхом, и я поселился на отдаленной улице, недалеко от тюрьмы, в подвальном этаже.

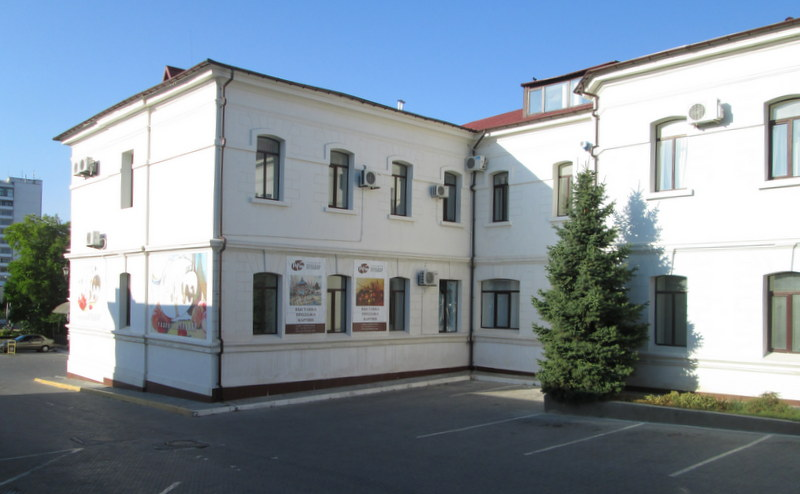
Здание Севастопольской тюрьмы. В камере А. Грина в настоящее время размещён музей

Перед очередным собранием у Гриневского возникло непонятное предчувствие. «Странное, никогда не испытанное и ничем решительно не оправдываемое чувство удерживало меня от поездки. Это было тягостное предчувствие. Я пришел к Киске и сказал, что ехать не могу. Как я ни объяснял, в чём дело, Киска требовала, чтобы я ехал; в конце концов назвала меня „трусом“. При таких обстоятельствах мне ничего больше не оставалось, как пойти на Графскую пристань, к катеру». На пристани его встретили двое знакомых солдат, а затем городовой предложил пройти в участок. При обыске дома у Гриневского было найдено большое количество запрещённой литературы — его отправили в севастопольскую тюрьму: «Я был арестован 11 ноября 1903 года. Вышел из тюрьмы по амнистии 20 октября 1905 года».
В декабре 1903 года была предпринята попытка побега. Е. Бибергаль добыла тысячу рублей, и на них было куплено парусное судно, чтобы доставить Грина на другой берег Чёрного моря в Болгарию. За сто рублей был подкуплен извозчик, с помощью которого арестант, перебравшись через стену тюрьмы, должен был добраться до бухты. Но Грина задержали ещё при попытке перелезть через стену. Сама же Екатерина Бибергаль была арестована за два дня до неудачного побега Грина и отправлена этапом в Архангельскую губернию. Сначала в село Холмогоры, позднее в Архангельск. Из ссылки она бежала в Швейцарию. Побег ей организовал также сосланный в Архангельск руководитель организации севастопольских эсеров С. А. Никонов.
В октябре 1905 года А. Грина освободили по общей амнистии. В Россию из Швейцарии вернулась Е. А. Бибергаль. В январе 1906 года они встретились в Санкт-Петербурге. В ходе бурного разрыва в порыве ревности Грин выстрелил ей в грудь из малокалиберного пистолета; к счастью, пуля прошла вскользь. Бибергаль доставили в Обуховскую больницу, где хирург Иван Греков извлёк пулю. Бибергаль отказалась рассказать полиции, кто и почему в неё стрелял. Уже в январе 1906 года Грина снова арестовали в Петербурге. В тюрьме, за отсутствием знакомых и родственников, его навещала (под видом невесты) Вера Павловна Абрамова, дочь богатого чиновника, сочувствовавшая революционным идеалам (впоследствии первая жена Грина).

### После революции

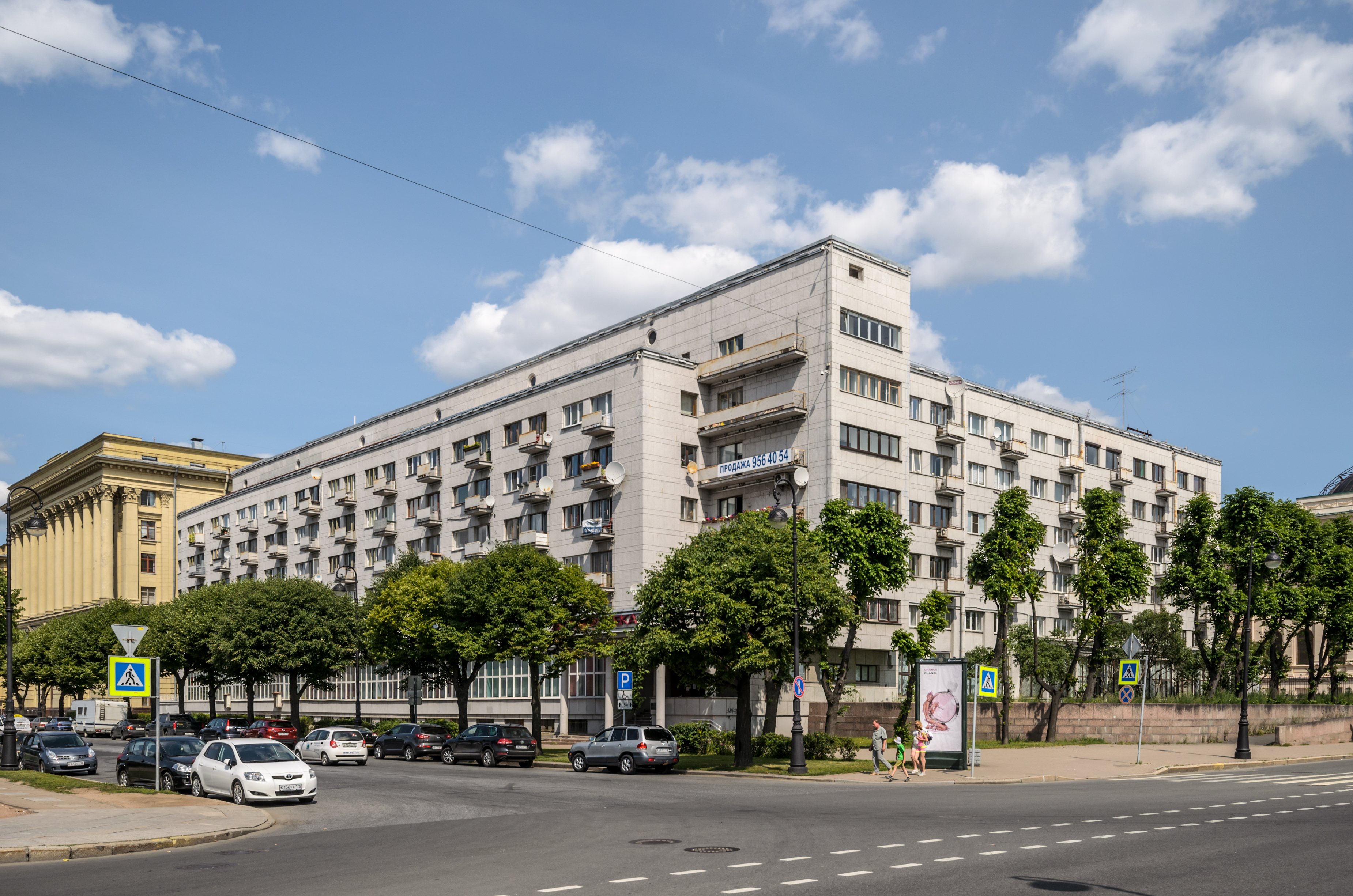
Дом политкаторжан на площади Революции

Февральская революция сняла ограничения в передвижении, Е. А. Бибергаль переезжает в Петроград. Многие бывшие эсеры вошли в состав Общества бывших политкаторжан и ссыльнопоселенцев. В Ленинграде члены общества организовали предприятие «Политкаторжанин», которое выпускало эссенции и эфирные масла. На эти средства в 1929—1933 годах был создан дом-коммуна на площади Революции. В нём поселились ветераны революционного движения. Было предусмотрено общественное пространство — столовая, детский сад, кинозал, клуб, библиотека. В этой библиотеке Е. А. Бибергаль работала на полставки, три дня в неделю. Жила она тут с первым мужем, Григорием Тер-Оганяном. Он был арестован 8 февраля 1938 года. Особой тройкой УНКВД ЛО 8 июня 1938 года приговорён по статье 17-58-8, 58-11 УК РСФСР к высшей мере наказания. Расстрелян в Ленинграде 18 июня 1938 года.
Вторично вышла замуж за работника Всесоюзного института растениеводства, редактора бюро иностранного опыта Юрия Ивановича Бохановского, впоследствии также репрессированного.

### Репрессии в СССР
В советское время Е. А. Бибергаль подвергалась репрессиям за «контрреволюционную деятельность» — впервые в 1935 году Особым совещанием при НКВД ограничена в проживании, повторно осуждена в 1938 году на 10 лет лишения свободы. Её отправили в «инвалидный» лагерь Баим в Кемеровской области, куда ссылали заключенных, которых уже нельзя было использовать на каких-либо работах.
В Баиме Бибергаль встретила Тамара Милютина, посвятившая ей в своих мемуарах отдельную главку:

В хорошую погоду с весны и до поздней осени можно было видеть Бибергаль у южной стены 15-го барака, сидящую на раскладном табуретике и читающую книжку. Всегда подтянутая, аккуратно одетая и причесанная, летом неизменно с белым воротничком, тоненькая и лёгкая. Ей тогда было больше шестидесяти, но никакой старости в ней не чувствовалось.

После освобождения в 1948 году она была отправлена в ссылку. Работала на Кировской железной дороге на станции Лоухи библиотекарем. В 77 лет она неудачно упала и сломала ногу, которую пришлось ампутировать. После возвращения в Ленинград жила у вдовы своего брата. Скончалась в 1959 году. Реабилитирована 7 сентября 1989 года.